# 新瓦尔泽亚
新瓦尔泽亚是巴西巴伊亚州的一个市镇。总面积1165.165平方公里，总人口11973人，人口密度10.3人/平方公里。